# Hartmut Michel
Hartmut Michel (født 18 juli 1948) er en tysk biokemiker, der modtog nobelprisen i kemi i 1988 samen med Johann Deisenhofer og Robert Huber for bestemmelsen af den første krystalstruktur i et integralt membranprotein, et membranbundent kompleks af proteiner og cofaktorer der er essentielle i fotosyntese.